# Harkács
Harkács (szlovákul Hrkáč) Gömörfalva településrésze, 1960 előtt önálló község Szlovákiában, a Besztercebányai kerület Nagyrőcei járásában.

## Fekvése
Tornaljától 8 km-re északra, a Turóc-patak jobb partján fekszik.

## Története
Legkorábbi okleveles említése 1274-ből ismert; területét előzőleg V. István király adományozta az otrokocsi váruradalomnak. 1427-ben már 10 adózó portát írtak össze a településen. Lakói a 16. században elmenekültek a török támadások elől, de később újra benépesült, egy 1773-ból származó adat szerint akkoriban 14 zsellér lakta.
A 18. század végén Vályi András így ír róla: „HARKÁCS. Magyar falu Gömör Várm. földes Urai a’ Religyiói Kintstár, és Dráskótzy Uraság, lakosai katolikusok, ’s különös szorgalmatosságú kereskedők, fekszik Turótz vize partyánál, Gömör Városától 3/4 órányira, ’s az Uraságnak kastéllyával is diszesittetik: határja három nyomásbéli, legelő, és erdő nélkül szűkölködik, piatza Jolsván két, Rósnyon pedig négy mértföldnyire van."
1828-ban 53 házában 431 lakos élt, akik abban az időben főként mezőgazdaságból éltek.
Fényes Elek 1851-ben kiadott geográfiai szótárában így ír a faluról: „Harkács, magyar falu, Gömör vmegyében, Lökösháza és Sánkfalva szomszédságában, ut. p. Tornaljától, valamint Pelsőcztől 1 mfd. Nyugoti oldalán a Jolsva felé vivő országut megy, keleti oldalát pedig a Turócz vize mossa. Lakja 519 r. kath., 22 ágostai, kath. templom; 4 3/8 urbéri 19 2/8 majorsági telek, 658 hold erdő. Szántóföldje mindent megterem, rétjeit kétszer kaszálja; a lakosok fazekat készitnek. Diszesiti e falut Draskóczy Sámuel ur kastélya, és csinos gazdasági épületei; van pálinkaháza, s a jászói prépostságnak emeletes háza. Bir továbbá két vendégfogadóval, mellynek egyike Draskóczy uré, másika a prépostságé."
Borovszky monográfiasorozatának Gömör-Kishont vármegyét tárgyaló része szerint: „Harkács, túróczvölgyi magyar kisközség, körjegyzőségi székhely, 61 házzal és 303 róm. kath. vallású lakossal. E község 1427-ben a Sántha család birtoka. 1468-ban a Hős és a Sánkfalvi család kap rá adományt. Későbbi földesurai a jászói prépostság, a Draskóczy és a báró Vay család. A jászói prépostságnak és báró Vay Alojziának a községben csinos úrilakjuk van. A XVIII. század közepén a községben már vaskohó is volt. A róm. kath. templom 1784-ben épült. A községben van posta, távírója és vasúti állomása pedig Tornallya. Ide tartozik Juka puszta is."
1920-ig Gömör-Kishont vármegye Tornaljai járásához tartozott, majd Csehszlovákia része lett. 1938 és 1945 között újra Magyarországhoz tartozott. Termelőszövetkezetét 1952-ben alapították. Harkácsot és Sánkfalvát 1960-ban egyesítették.

## Népessége
1910-ben 368 magyar lakosa volt.

## Nevezetességei
- Műemlék kastélya 1768-ban későbarokk stílusban épült, 1826-ban klasszicista stílusban építették át.
- Másik kastélya 1778-ban épült, a 19. század első felében építették át.
- Római katolikus temploma 1784-ben készült későbarokk stílusban.

## Neves személyek
Itt született
- Draskóczy Gyula (1824–1873) országgyűlési képviselő, Sopron vármegye főispánja, császári és királyi kamarás.
- Nagy Gyula (1849–1924) levéltáros, történész, a Magyar Tudományos Akadémia levelező tagja (1892).

## Lásd még
- Gömörfalva
- Sánkfalva